# 211021 Johnpercin
211021 Johnpercin è un asteroide della fascia principale. Scoperto nel 2001, presenta un'orbita caratterizzata da un semiasse maggiore pari a 2,2427957 UA e da un'eccentricità di 0,0487085, inclinata di 6,84353° rispetto all'eclittica.